# Suprême Charité
La Suprême Charité de Bruxelles ou Sur-aumônerie, est une institution bruxelloise dont les débuts remontent vers 1440, avec la création des "generaele caritaetmeesters", après l'instauration du nouveau régime de 1421.
Sa réorganisation remonte à 1539 sous Charles Quint.
À partir du 29 octobre 1613, il fut décidé de choisir les administrateurs uniquement parmi les anciens membres du magistrat, par la suite l'on précisa par la loi urbaine du 19 août 1614 qu'ils devaient être choisis parmi les membres du magistrat lors de leur sortie de charge.
La Suprême Charité avait comme fonction la supervision et l'inspection de toutes les fondations charitables de la ville.

## Organisation
La Suprême Charité était dirigée par quatre maîtres généraux (generaele caritaetmeesters) dont deux étaient choisis parmi les lignages et deux parmi les Nations.
Le magistrat les nommait pour une période de quatre ans. Chaque année, un de ces administrateurs, tantôt un membre des Lignages, tantôt un membre des Nations, quittait sa charge et chaque premier décembre leurs collègues présentaient au magistrat deux nouveaux candidats choisis parmi les notables les plus riches de la ville.
Ces administrateurs recevaient une indemnité d'habillement de 36 florins pour les lignagers et de 24 florins pour les membres des Nations ; ils recevaient en outre un jeton de présence de 18 sous pour chaque séance.
La Suprême Charité siégeait une fois par semaine en vertu du règlement de 1639 et avait à son service cinq fonctionnaires, un greffier, un messager et trois "officials".